# Tatón (rey lombardo)
Tatón o Tatto fue el séptimo rey de los lombardos. Reinó en torno al año 500, en una época en la que estos habitaban en el «país de los rugios» o Rugilandia, cuyo territorio pertenece ahora a la moderna Austria.

## Reinado
Los lombardos abandonaron la Rugilandia durante su reinado para instalarse en la gran llanura danubiana, en la actual Hungría, y entraron en conflicto con los hérulos del rey Rodolfo. Según Pablo el Diácono, autor de la Historia gentis Langobardorum, la hija del rey Tatón, Rumetruda, se mofó un día de la escasa talla del hermano del rey hérulo, que había venido en calidad de embajador cerca del rey lombardo; el enviado de los hérulos había replicado aceradamente, provocando la cólera de la princesa lombarda, que lo hizo asesinar por traición. Rodolfo quiso vengar a su hermano y declaró la guerra a Tatón. Este derrotó a los hérulos y se apoderó de su tesoro. Tatón no pudo disfrutar de la victoria porque fue derrocado y asesinado por su sobrino Wacón.
Hildequis, hijo o nieto de Tatón, se rebeló contra Wacón, pero fue vencido y buscar el amparo de los gépidos, lo que originó tensiones entre estos y los lombardos.